# İnsuyu, Cihanbeyli
İnsuyu là một thị trấn thuộc huyện Cihanbeyli, tỉnh Konya, Thổ Nhĩ Kỳ. Dân số thời điểm năm 2011 là 1.855 người.